# John Rogers Commons
John Rogers Commons (ur. 13 października 1862 w Hollandsburg, Ohio, zm. 11 maja 1945 w Fort Lauderdale, Floryda) – ekonomista amerykański i socjolog, czołowy przedstawiciel instytucjonalizmu, progresywizmu oraz wpływowy doradca polityczny.

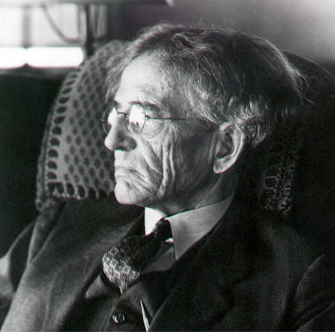
John Rogers Commons

## Życiorys
John R. Commons urodził się w Hollansburg, Ohio 13 października 1862 roku. Commons został wychowany w sposób bardzo religijny, co doprowadziło go do tego, że był zwolennikiem sprawiedliwości społecznej już na wczesnym etapie życia. Commons w latach szkolnych zmagał się z ciężką sytuacją materialną i cierpiał na zaburzenia psychiczne. Pozwolono mu jednak ukończyć studia ze względu na potencjał widoczny w jego intensywnej determinacji i ciekawości. W tym czasie Commons stał się zwolennikiem ekonomii „jednego podatku” Henry'ego George'a.
Po ukończeniu liceum Commons przez krótki czas pracował w szkole podstawowej jako nauczyciel, lesz stosunkowo szybko porzucił to zajęcie.
W 1882 r. Jego rodzina zaoszczędziła wystarczająco dużo pieniędzy, aby umożliwić mu uczęszczanie do Oberlin College. Po ukończeniu studiów licencjackich w 1888 roku wyjechał na Johns Hopkins University w Baltimore (Maryland) na dwa lata, aby kontynuować naukę. Tam otrzymał w 1890 r. Ofertę pracy jako nauczyciel ekonomii na Wesleyan University w Connecticut, gdzie współpraca z nim nie została przedłużona. Po kolejnym roku na Uniwersytecie Hopkinsa, gdzie ukończył doktorat, otrzymał pracę w Oberlin College. Jednak po roku opuścił Oberlin, aby przyjąć lepiej płatne stanowisko na University of Indiana. Tam nauczał ekonomii i socjologii. Jednak po roku objął inne, lepiej płatne stanowisko na Uniwersytecie Syracuse w Syracuse w Nowym Jorku. Współpraca z nim została zakończona w 1899 r., ponieważ administracja uniwersytecka była zdania, że działalność takiego „radykała” jak Commons, negatywnie wpłynie na darowizny otrzymywane przez uczelnię.
W rezultacie Commons działał w dziedzinie polityki i doradztwa politycznego. Stworzył więc indeks cen hurtowych, który dostarczyłby argumentów za potrzebą rządu do zwiększenia podaży pieniądza, a następnie stał się członkiem powołanej przez rząd komisji przemysłowej, aby sfinalizować raport na temat imigracji. Następnie zostało mu zlecone zbadanie Narodowej Federacji Obywatelskiej ds. Podatków i Stosunków Pracy. W tym czasie Commons rozwinął swoje zainteresowanie stosunkami przemysłowymi i związkami zawodowymi, które zakończyło się w 1918 r. publikacją „History of Labour in the United States”.
W 1904 r. Commons otrzymał ofertę z University of Wisconsin, gdzie pracował do 1932 r. jako profesor. W szczególności wywarł ogromny wpływ na projekt Nowego Ładu zapoczątkowany przez prezydenta Franklina Delano Roosevelta, który powinien przezwyciężyć skutki światowego kryzysu gospodarczego, a czasem jest nawet uważany za intelektualnego ojca tej koncepcji politycznej. Inne inicjatywy polityczne, na które wpływ ma Commons, obejmują między innymi:
- Przepisy dotyczące bezpieczeństwa w pracy
- Ubezpieczenia dla bezrobotnych
- Programy emerytalne ubezpieczeń społecznych
- Odszkodowania za wypadki przy pracy

W 1917 r. Commons został wybrany prezydentem Amerykańskiego Stowarzyszenia Ekonomicznego. W 1936 roku został wybrany członkiem American Philosophical Society.
Zmarł 11 maja 1945 r. w Fort Lauderdale na Florydzie.

## Działalność naukowa
Commons jest najbardziej znany z opracowywania analizy działań zbiorowych ze strony państwa i innych instytucji, które uważa za kluczowe dla zrozumienia ekonomii. Commons uważał, że starannie opracowane prawodawstwo może spowodować zmiany społeczne. Pogląd ten sprawił, że stał się znany jako radykalny socjalista. W jego przekonaniu oczywistym było, że tylko północni Europejczycy, ze względu na ich „podstawowe i wrodzone cechy inteligencji, męskości i współpracy”, mogą tworzyć społeczeństwa demokratyczne.
Kontynuował silną amerykańską tradycję w ekonomii instytucjonalnej zapoczątkowaną przez takie postacie, jak ekonomista i teoretyk społeczny Thorstein Veblen. Jego pojęcie transakcji jest jednym z najważniejszych wkładów do ekonomii instytucjonalnej.
Teoria instytucjonalizmu była ściśle związana z jego niezwykłymi sukcesami w ustalaniu faktów i opracowywaniu prawodawstwa dotyczącego szerokiego zakresu problemów społecznych w stanie Wisconsin. Opracował ustawodawstwo ustanawiające program odszkodowań dla pracowników Wisconsin, pierwszy tego rodzaju w Stanach Zjednoczonych.
W 1934 r. Commons przedstawił pogląd, że instytucje składają się z działań zbiorowych, które wraz z konfliktem interesów określają gospodarkę. Uważał, że Instytucjonalizm dodał zbiorową kontrolę poszczególnych transakcji do istniejącej teorii ekonomicznej. Commons uznał szkockiego ekonomistę Henry'ego Dunninga Macleoda za „twórcę” ekonomii instytucjonalnej.
Commons był współtwórcą The Pittsburgh Survey, socjologicznego badania jednego z amerykańskich miast z 1907 roku. Jego protegowany, John A. Fitch, napisał „The Steel Workers”, klasyczny obraz przemysłu w Ameryce z początku XX wieku.
Był czołowym orędownikiem proporcjonalnej reprezentacji w Stanach Zjednoczonych, pisząc książkę na ten temat w 1907 r. I służąc jako wiceprezes Ligi Reprezentacji Proporcjonalnych (Proportional Representation League).
Commons podjął dwa główne badania nad historią związków zawodowych w Stanach Zjednoczonych. Począwszy od 1910 r. redagował „Dokumentalną historię amerykańskiego społeczeństwa przemysłowego” (Documentary History of American Industrial Society), dużą pracę, która zachowała wiele oryginalnych dokumentów amerykańskiego ruchu robotniczego. Niemal natychmiast po zakończeniu prac Commons zajął się redagowaniem „Historii ruchu robotniczego w Stanach Zjednoczonych” (History of Labor in the United States), narracyjną pracę, która opierała się na poprzedniej „Dokumentalnej historii amerykańskiego społeczeństwa przemysłowego” (Documentary History of American Industrial Society).

## Publikacje (wybór)
The Distribution of Wealth, 1893
Social Reform and the Church, 1894
Proportional Representation, 1896
A Sociological View of Sovereignty, 1899,
Trade Unionism and Labor Problems, 1905
Races and Immigrants in America, 1907
Tariff Revision and Protection for American Labor, 1908
Labor Administration, 1913
History of Labor in the United States, 1918
Industrial Goodwill, 1919
Legal Foundations of Capitalism, 1924
Institutional Economics: Its place in political economy, 1934
Myself,1934
The Economics and Collective Action,1950.